# Marpissa nivoyi
De grasmarpissa của Marpissa nivoyi (tên tiếng Anh: helmmarpissa) là một loài nhện trong họ Salticidae.
Loài này thuộc chi Marpissa. Marpissa nivoyi được Hippolyte Lucas miêu tả năm 1846.